# هری گریفیث (بازیکن فوتبال، زاده۱۸۷۵)
هری گریفیث (انگلیسی: Harry Griffiths؛ 29 November 1875 – ۱۹۵۰ (۷۴−۷۵ سال)) بازیکن فوتبال اهل پادشاهی متحد بریتانیای کبیر و ایرلند بود.